# Discografia di Nadia Ali

## Album

### Album in studio
- 2009 - Embers (Smile in Bed)

## Raccolte
- 2010 - Queen of Clubs Trilogy: Ruby Edition
- 2010 - Queen of Clubs Trilogy: Onyx Edition
- 2010 - Queen of Clubs Trilogy: Diamond Edition

## Singoli
- 2008 - Crash and Burn
- 2009 - Love Story
- 2010 - Fine Print
- 2010 - Fantasy
- 2010 - Rapture
- 2011 - Pressure (con Starkillers & Alex Kenji)
- 2011 - When It Rains

## Collaborazioni
Lista parziale.
- 2006 - Who Is Watching (con Armin van Buuren)
- 2006 - Something to Lose (con Creamer & K e Rosko)
- 2009 - Better Run (con Tocadisco)
- 2010 - Try (con Schiller)
- 2011 - Feels So Good (con Armin van Buuren)
- 2011 - Believe It (con Spencer & Hill)
- 2012 - Must Be the Love (con Arty e BT)
- 2013 - Carry Me (con Morgan Page)